# Il macigno
Il macigno è un'opera lirica di Victor de Sabata, su libretto di Alberto Colantuoni. Debuttò al Teatro alla Scala di Milano il 31 marzo 1917 diretta da Ettore Panizza con Carmen Melis e Giuseppe Danise. Poi nel 1935 a Torino l'opera fu ribattezzata Driada. La partitura scomparve nel bombardamenti a Milano nella Seconda guerra mondiale, ma rimasero uno spartito per canto e pianoforte, e il libretto completo.

## Struttura dell'opera

### Atto I
- Preludio e Introduzione : Chi gunge per Santa Palazia? (Coro, Lionetta, Martano)
- Empirò la tua soglia (Lionetta, Driada, Coro)
- Fiata il vespro sui clivi (Coro)
- Driada, Driada! (Martano, Driada, Búttaro)
- Posa il tuo ferro (Gian della Tolfa, Coro, Martano)
- Per la sera fasciata (Driada, Ibetto)
- A la catasta! (Martano, Driada, Ibetto)

### Atto II; Prima Parte
- Levata, s'è la stella – Driada (Ibetto, Driada)
- Scendono! – E la pieve rintocca a mattutino (Lionetta, Donne)
- Genti del monte (Gian della Tolfa, Priore, Coro)
- Falce, mia falce! – (Martano)
- Orsù disciogliete l'abbraccio! (Gian della Tolfa, Martano, Coro, Allodio Fosca, Gancitello)

### Atto II; Seconda Parte o Atto III
- Giunto sei? (Gianni Ocricchio, Gabaldo di Norcia, Smozzato, Fusco Cammarese, Ibetto)
- Immota sei ma viva, creatura?! (Ibetto, Driada)
- Ah no! È febbre! Follia! (Ibetto, Driada, Martano, Coro)